# 지하방송
지하방송(地下放送)은 목적, 위치 등을 밝히지 않고 하는 방송을 말한다. 주로 상대국에 대한 선전 방송이나, 북한과 같은 언론의 자유가 거의 없는 나라에 대한 반정부 방송이다.

## 같이 보기
- 해적방송
- 대북방송